# Ihor Kłymowski
Ihor Petrowycz Kłymowski, ukr. Ігор Петрович Климовський (ur. 17 lutego 1972 w Konstantynówce) – ukraiński piłkarz, grający na pozycji obrońcy, trener piłkarski.

## Kariera klubowa
W 1993 rozpoczął karierę piłkarską w klubie Metałurh Konstantynówka. Latem 1994 przeniósł się do Metałurha Donieck, który wtedy grał na poziomie amatorskim z nazwą Medyta Szachtarśk. Jesienią 1994 grał przez 2 miesiące w zespole amatorskim Donbaskraft Kramatorsk. Latem 1995 roku Medyta przeniosła się do Doniecku i jako Metałurh zadebiutował w drugiej lidze. W 1997 rozegrał kilka meczów w rosyjskim zespole amatorskim Alians Anapa, a jesienią 1997 bronił barw drugiej drużyny Metałurha. Na początku 1998 przeszedł do FK Kołomna. Od 2000 roku występował w drugoligowym klubie Maszynobudiwnyk Drużkiwka. W 2002 zakończył karierę piłkarza w Podilla Chmielnicki.

## Kariera trenerska
Po zakończeniu kariery piłkarskiej rozpoczął pracę szkoleniową, pracując w Szkole Sportowej Olimpik Donieck. W 2014 został zaproszony do sztabu szkoleniowego Olimpiku Donieck. Najpierw prowadził juniorską drużynę U-19, a od 2016 młodzieżowy zespół. Od 17 kwietnia do 1 lipca oraz od 19 sierpnia do 2 września 2019 pełnił funkcje głównego trenera Olimpika Donieck.

## Sukcesy i odznaczenia

### Sukcesy klubowe
Metałurh Donieck
- wicemistrz Ukraińskiej Drugiej Ligi: 1995/96
- mistrz Ukraińskiej Pierwszej Ligi: 1996/97